# Агромістечко

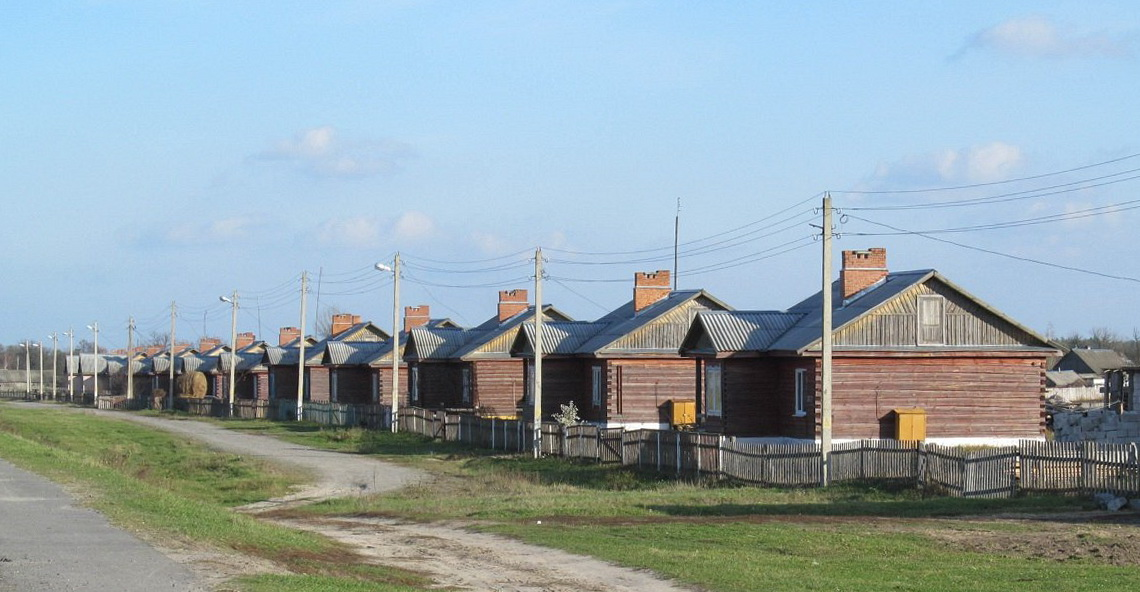
Типова забудова агромістечка

Агромістечко (біл. Аграгарадок) — адміністративно-територіальна одиниця Білорусі, упорядкований населений пункт в сільській місцевості, у якому створена виробнича і соціальна інфраструктура для забезпечення соціальних стандартів населення. Як правило, в агромістечку проживає менше тисячі осіб.

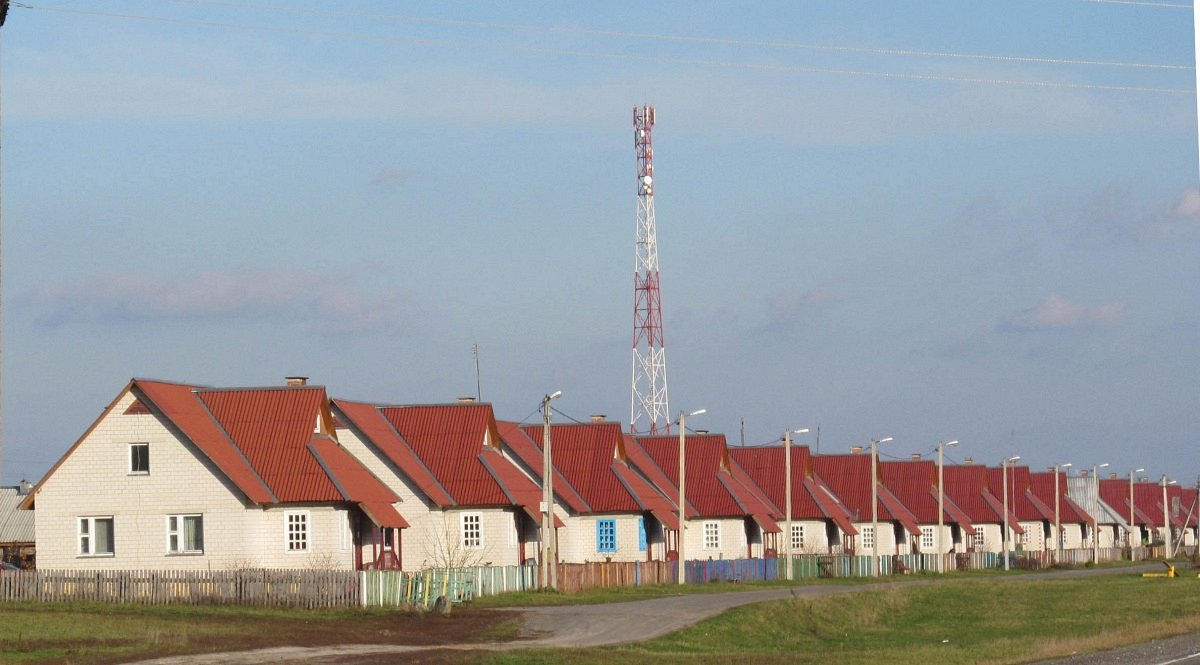
Типова забудова агромістечка

Феномен «агромістечка» з'явився в середині 2000-х в Білорусі в зв'язку з прийняттям Державної програми відродження та розвитку села на 2005—2010 роки. Першим створеним агромістечком стали Язьори Чериковського району Могильовської області. Планувалося, що до кінця 2011 року буде завершено створення мережі агромістечок, а їх кількість перевищить 1,5 тисячі.
В кінці 2000-х почалося поступове поширення цього типу поселення та відповідної організації сільськогосподарського виробництва в інших країнах (Венесуела).

## Історія
Ідея створення «агроміст», звідки сільські жителі організовано вивозилися б на сільськогосподарські роботи та поверталися назад, була сформульована радянськими економістами ще на початку 1930-х років як альтернатива нерентабельним колгоспам у рамках марксистсько-ленінської тези про «знищення багатовікової протилежності між містом і селом» (К. Маркс і Ф. Енгельс, Соч., Т. 27, С. 289; В. И. Ленин, Полн. собр. соч., Т. 4, С. 143; Т. 33, С. 169; Т. 33, С. 169. 33, С. 169; Т. 36, С. 535). Політекономічне обґрунтування ідеї з прив'язкою до загальнорадянського плану електрифікації країни було представлено М. Лур'є під час Першої всесоюзної конференції аграрників-марксистів у грудні 1930 року, — Лур'є вважав, що подальший прогрес у сфері електротехніки дасть змогу вже незабаром перейти від ДВЗ до електродвигуна, і всі засоби пересування та механізації (електроплуг, електромолотарка, електроавтомобіль тощо) замість кінської тяги замість кінської тяги замість кінської тяги замість кінської тяги замість кінської тяги замість кінської тяги замість кінської тяги замість кінської тяги. д.) замість кінської тяги або паливного двигуна використовуватимуть дротову електрику від електромережі. У 1930-ті роки перші такі агроміста з'явилися в експериментальному порядку в Кабардино-Балкарії, за цим шаблоном планувалося створити ще кілька тисяч агроміст у РРФСР та інших радянських республіках. Житлове будівництво в тодішніх агромістах велося з урахуванням тієї самої соціальної стратифікації, що й міське будівництво у звичайних містах, так проєкт агроміста с. Заюково складався з 200 однокімнатних і 400 двокімнатних квартир для агропрацівників, 25 чотирикімнатних і 10 восьмикімнатних квартир для керівних партійних працівників та їхніх сімей. Але Сталін заблокував проєкт, і подальшого розвитку агроміста не набули, а вчених і письменників, які виступали за створення агроміст, як і багатьох інших ідеологічних супротивників сталінського курсу, розстріляли в роки сталінського терору як «ворогів народу». У пізньосталінський період, на початку 1950-х років пропонент ом цієї ідеї, зокрема, був М. С. Хрущов, який повернувся до своєї ідеї практично відразу після смерті Сталіна. Передбачалося, що це будуть населені пункти типової забудови (за вже готовими проектами) з розвиненою житловою та господарською інфраструктурою, потужним машинним парком, електропідстанцією, школою, будинком культури і населенням понад 10 тисяч осіб. Селян передбачалося переселяти з ізб в сучасні багатоквартирні будинки з усіма зручностями, від яких провести розгалужену транспортну інфраструктуру прямо до полів, щоб селяни могли, вийшовши з під'їзду та прийшовши на зупинку, приїхати «на роботу» в поле як міські робітники на завод. Оскільки реалізувати все це в кожному окремому селі було неможливо, передбачалося створювати агроміста у формі агломерацій на місці кількох сіл. Ідея радянських «агроміст» йшла врозріз з колгоспно-радгоспною моделлю організації сільського господарства і втілення її в життя означало б кінець колгоспів і кінець безперервного відтоку населення з колгоспів до міст, сільське населення як клас зникало, поступаючись місцем агропрацівникам. Але до втілення ідеї в життя за радянських часів справа не дійшла — Сталін вважав такі інвестиції в село непотрібними, а Хрущов у роки свого правління не отримав підтримки Політбюро з цього питання і не встиг реалізувати всі свої проекти реорганізації сільського господарства.

## Поняття і статус

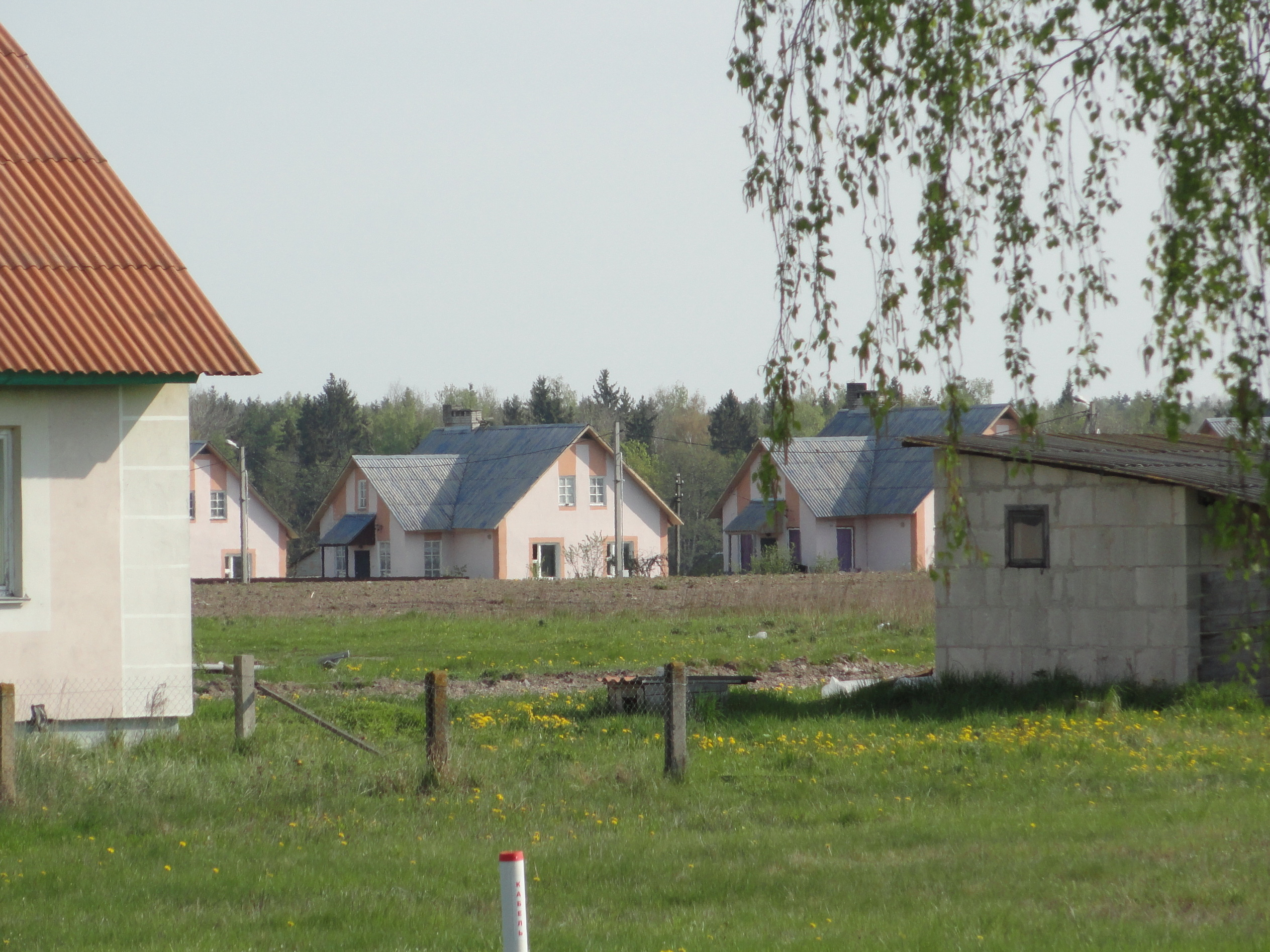
Газифіковане агромістечко Леніна в Сичківській сільраді Бобруйського району)

Поняття «агромістечко» з'явилося в сучасній Білорусії у зв'язку з ухваленням «Державної програми відродження і розвитку села на 2005-2010 роки». У цьому документі агромістечко визначається як якісно новий тип сільських селищ: Агромістечко — упорядкований населений пункт, у якому будуть створені виробнича і соціальна інфраструктури для забезпечення соціальних стандартів населенню, що проживає в ньому, і жителям прилеглих територій:
- центральне та локальне водопостачання (холодне та гаряче), у тому числі для пожежогасіння;
- центральне газопостачання (або розвиток систем постачання скрапленим газом колективного користування);
- вулиці з твердим дорожнім покриттям;
- мережа доріг, що зв'язують його з населеними пунктами в зоні обслуговування;
- пасажирське транспортне сполучення з районним та обласним центрами;
- об'єкти телефонного зв'язку на основі стаціонарних і мобільних систем зв'язку;
- торгово-закупівельні об'єкти споживчої кооперації;
- філії районних підприємств житлово-комунального обслуговування;
- структури з обслуговування особистих підсобних господарств населення;
- дошкільні заклади та школи;
- спортивні об'єкти та споруди, організації екологічного туризму, мисливські господарства;
- амбулаторії лікаря загальної практики;
- пожежні аварійно-рятувальні депо та пости;
- об'єкти придорожнього сервісного обслуговування (громадського харчування, автомобільного сервісу, автозаправні станції, готелі);
- заклади культури (будинки культури, клуби, бібліотеки тощо), центри традиційних народних промислів і ремесел;
- юридичні послуги населенню, включно з нотаріальними.

Агромістечка створюються на основі наявних адміністративно-територіальних одиниць базового рівня (сіл, сіл, селищ тощо). У 2007 році до закону «Про адміністративно-територіальний поділ і порядок вирішення питань адміністративно-територіального устрою Республіки Білорусь» було внесено зміни, які чітко визначають сутність терміна «агромістечко» і законодавчо закріплюють їхній статус.

## Фактична впорядкованість
Незважаючи на регулярні сюжети в білоруських ЗМІ, що свідчать про високий рівень впорядкованості агромістечок, від їхніх жителів можуть надходити скарги на:
- низьку якість житлових і господарських будівель (погана теплоізоляція, неякісне виконання будівельних робіт)
- періодичну відсутність телефонного зв'язку, Інтернету (у міру розвитку агромістечок ця проблема перестала бути гострою)
- недостатньо розвинену інфраструктуру
- низьку заробітну плату[2]
- неможливість змінити місце роботи і проживання[3]

У листопаді 2017 року віце-прем'єр Михайло Русий на спільному засіданні двох палат парламенту оголосив про те, що в Білорусії вибрали селища, на основі яких з'являться «села майбутнього» з максимальною кількістю зручностей для сільського життя, новими виробництвами. При цьому має зберігатися колорит білоруського села. Згідно з ідеєю нової концепції розвитку сільських населених пунктів у Білорусії агромістечка та інші перспективні сільські населені пункти мають стати «селами майбутнього». Вони визначені в кожній області країни. Розробкою цієї концепції доручено займатися Мінбудархітектури. Реалізація пілотних проєктів розпочалася 2018 року, і прикладом послужили кілька агромістечок, серед яких Копись і Вертелишки.

## Підсумки програми створення агромістечок у Білорусії
Протягом 2005-2010 років було заплановано створення 1481 агромістечка, зокрема в Брестській області — 221, Вітебській — 256, Гомельській — 238, Гродненській — 239, Мінській — 325, Могильовській — 202. 
На січень 2014 року в Білорусії створено 1512 агромістечок, всі вони рівномірно розподілені по країні. В агромістечках побудовано близько восьми тисяч житлових будинків загальною площею 714,5 тис.м².